# Cimetière national commémoratif de l'Arizona
Le cimetière national commémoratif de l'Arizona est un des cimetières nationaux des États-Unis et est situé dans la ville de Phoenix dans le comté de Maricopa, en Arizona. Il comprend 225 acres (91 ha), et à la fin de 2005, contient 43 672 inhumations. Il est l'un des deux cimetières de l'Arizona, l'autre étant celui de Prescott.

## Histoire
Une loi de l'État adoptée en 1976, par le gouverneur de l'époque Raul Hector Castro, autorise la création d'un grand cimetière d'anciens combattants. L'emplacement de Phoenix est choisi et le cimetière est consacré le 9 décembre 1978. La première inhumation a eu lieu le printemps suivant. Il est officiellement transféré sous le contrôle du Département des Anciens combattants des États-Unis et devient un cimetière national en 1989. En 1999, plus de 13 millions de dollars sont consacrés à l'amélioration des installations et au développement de la zone avec l'intention de servir aux besoins d'enterrement des anciens combattants jusqu'à l'année 2030.

## Monuments notables
- Flamme éternelle (monument en forme de pyramide)[1]
- Monument de la torpille sous-marine de la seconde guerre mondiale sous-marin Torpille monument)
- Mémorial des vétérans du Viêt Nam  [Memorial de la croix de terrain]

## Inhumations notables

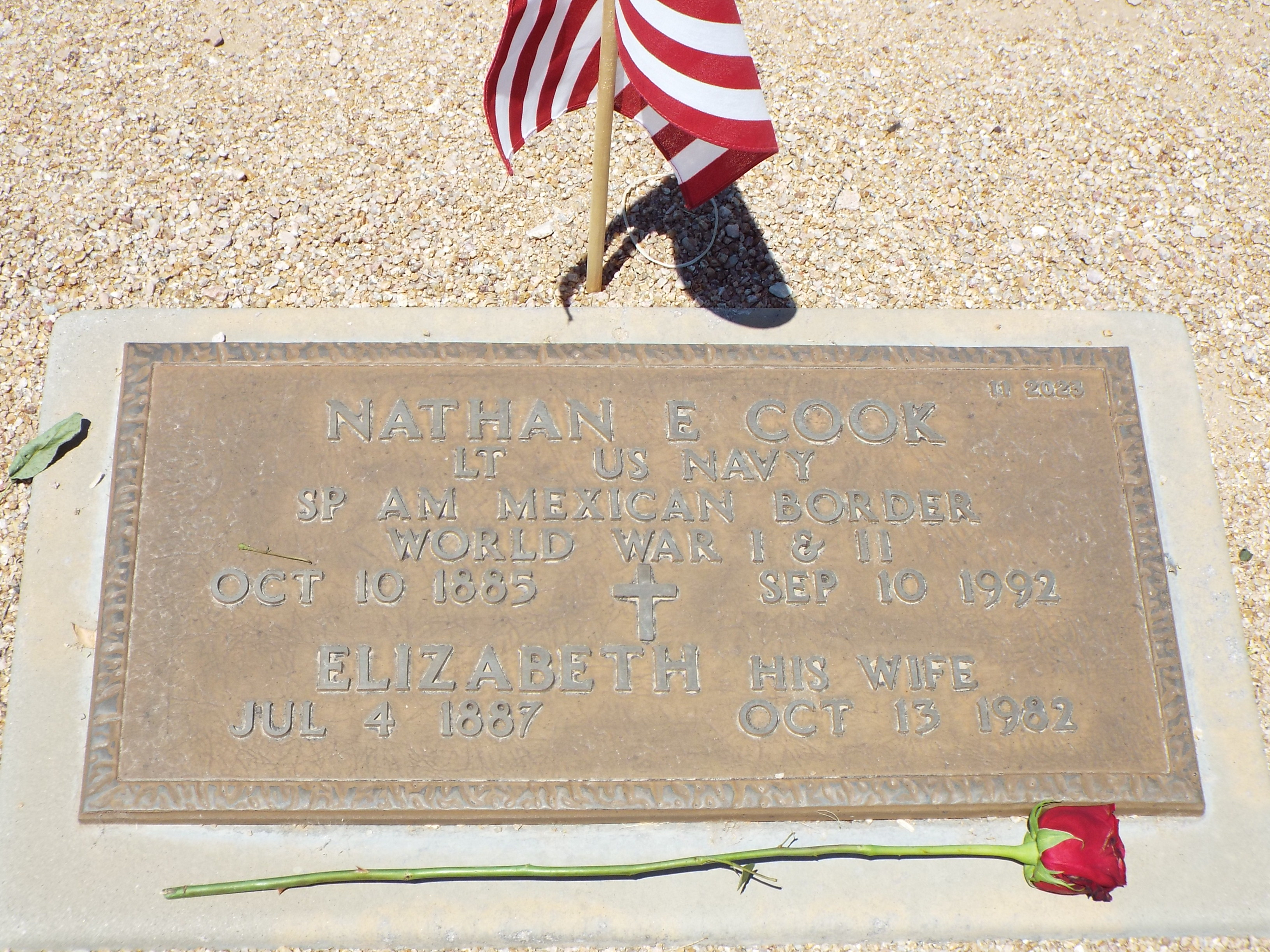
Plaque tombale de Nathan Edward Cook.

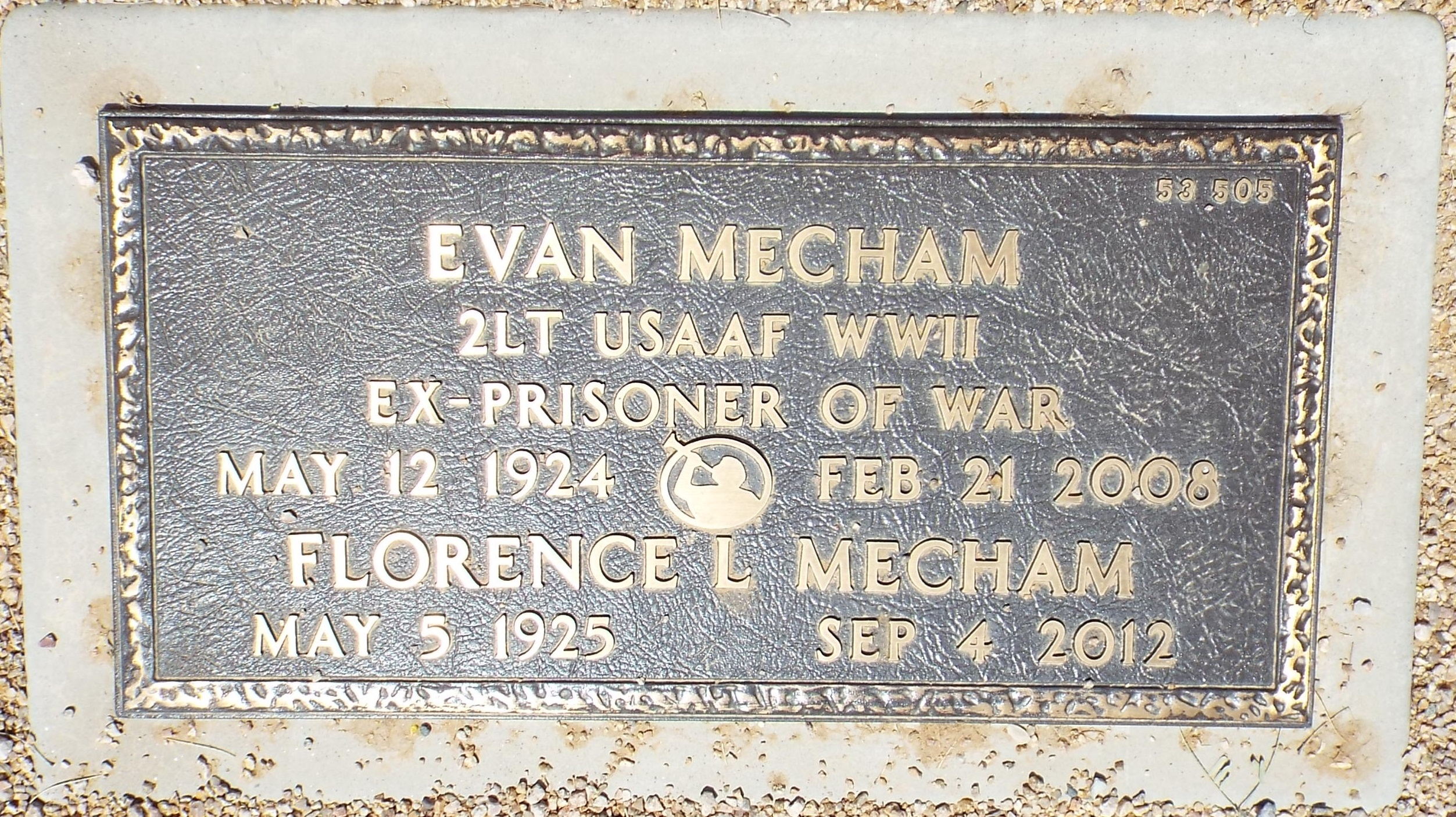
Lieu de sépulture d'Evan Mecham, 12 mai 1924-21 février 2008) et de Florence Mecham (5 mai 1925-4 septembre 2012).

- Thomas Bonner, président de l'Union College et de l'université d'État de Wayne, auteur
- Nathan E. Cook, le dernier survivant de vétéran de la guerre hispano–américaine, est décédé à l'âge de 106 ans[2]
- Doyle "Porky" Lade, joueur de la ligue majeure de baseball, pour les Cubs de Chicago
- Evan Mecham, ancien gouverneur de l'Arizona
- Henry Polic II, vétéran de la guerre du Viêt Nam de l'U.S. Army et acteur
- Eldon Rudd, ancien membre de la chambre des représentants des États-Unis de l'Arizona